# Radikalni centrizem
Radikalni centrizem (tudi radikalni center ali radikalna sredina) je politična ideologija, ki se je oblikovala v zahodnih državah tekom poznega 20. stoletja. Radikalni centrizem zaznamuje zagovarjanje temeljitih družbeno-političnih reform prek realističnih in pragmatičnih političnih metod. Radikalni centristi pogosto eklektično prevzemajo tako politično leve kot politično desne ukrepe oz. ideje in jih pogosto združujejo.
Radikalni centristi večinoma podpirajo tržne rešitve socialnih izzivov v kombinaciji z državnim zastopanjem javnega interesa. Radikalni centristi pogosto zagovarjajo povečanje mednarodnega sodelovanja (globalizem).
Pogosta kritika radikalnega centrizma je, da se dejanski ukrepi, ki jih "radikalni centristi" zagovarjajo, v resnici ne razlikujejo dosti od konvencionalnih centrističnih političnih ukrepov. Problematizira se tudi nagnjenost radikalnih centristov k ustvarjanju novih političnih strank z namenom političnega uveljavljanja, ker da je tak političen pristop neučinkovit.